# Вулиця Ігоря Диченка
Ву́лиця Ігоря Диченка — вулиця в Голосіївському районі міста Києва, місцевість Віта-Литовська. Пролягає від вулиці Михайла Петренка до Столичного шосе.

## Історія
Вулиця виникла у 2010-х роках під проектною назвою Проектна 12994. Сучасна назва на честь українського художника Ігоря Диченка — з 2017 року.